# What If… the Watcher Broke His Oath?
«What If… the Watcher Broke His Oath?» (с англ. — «Что, если… Наблюдатель нарушил бы свою клятву?») — девятый и финальный эпизод первого сезона американского анимационного телесериала «Что, если…?», основанного на одноимённой серии комиксов издания Marvel Comics.
Он продолжает предыдущий эпизод: Наблюдатель и «Верховный» Стрэндж вербуют различных героев из параллельных вселенных для борьбы с одной из версий Альтрона. Э. С. Брэдли — сценарист эпизода, а режиссёр — Брайан Эндрюс.
Джеффри Райт озвучивает Наблюдателя. Сериал начал разрабатываться в сентябре 2018 года. Вскоре к его производству присоединился Эндрюс, и многие актёры ожидали, что снова сыграют свои роли из фильмов. Штефан Франк был руководителем анимации.
«Что, если… Наблюдатель нарушил бы свою клятву?» был выпущен на «Disney+» 6 октября 2021 года.

## Сюжет
Во вселенной Капитана Картер она вступает в «Щ.И.Т.» и сражается против Жоржа Батрока и его пиратов на борту «Лемурианской Звезды». Внезапно появляется Наблюдатель и говорит ей, что она была выбрана. Во вселенной Звёздного Лорда Т’Чаллы он спасает Питера Квилла от его отца, Эго. Наблюдатель вербует и его. Затем он навещает Гамору во вселенной, в которой она убила Таноса и уничтожила Камни Бесконечности; Эрика Киллмонгера во вселенной, в которой он спровоцировал войну между Соединёнными Штатами Америки и Вакандой и веселящегося Тора во вселенной, в которой он устроил почти катастрофическую вечеринку на Земле.
В баре, который спроецировал «Верховный» Доктор Стрэндж, Наблюдатель представляется и сообщает группе, что вызвал их, дабы сразиться против альтернативной версии Альтрона, который разрушил свою собственную вселенную с помощью Камней Бесконечности и захватил Мультивселенную. Он называет группу «Стражами Мультивселенной» и, обсудив план атаки, команда решает забрать Камни у Альтрона и уничтожить их с помощью «Крушителя Бесконечности» Гаморы — устройства, которое превратит Камни в ничто. Затем они перемещаются во вселенную, где нет разумной жизни, чтобы подготовиться к битве.
Тор случайно привлекает внимание Альтрона. Начинается битва. Т’Чалла крадёт Камень Души у Альтрона. Стрэндж телепортирует орду зомби, сбрасывая их сверху на Альтрона, позволяя команде сбежать в его родную вселенную, где они сталкиваются с Наташей Романофф из этой реальности.
Победив зомби, Альтрон прибывает, чтобы продолжить битву. Команда схватывает Альтрона, а Гамора использует «Крушитель Бесконечности» из своей вселенной в попытке уничтожить Камни Бесконечности Альтрона, однако у неё не выходит, поскольку устройство и Камни из разных вселенных. Альтрон снова вступает в бой с командой и начинает их побеждать. Но Наташа, при поддержке Пегги, напавшей на робота сзади, стреляет в него из лука Клинта Бартона стрелой, содержащей искусственный интеллект Арнима Зола и попадает Альтрону в глаз. Зола уничтожает Альтрона изнутри.
Киллмонгер надевает на себя броню Альтрона и забирает Камни Бесконечности, говоря команде, что они могут использовать эту силу, чтобы «исправить их миры», но группа отказывается. Пока Киллмонгер готовится напасть, Зола реактивирует тело Альтрона и сражается с Киллмонгером за контроль над Камнями. Стрэндж и Наблюдатель запечатывают Золу и Киллмонгера в отдельное карманное измерение, за которым Стрэндж соглашается присматривать в своей разрушенной вселенной.
Каждый Страж возвращается в свою вселенную в том месте, откуда они ушли, за исключением Наташи Романофф, которую Наблюдатель телепортирует во вселенную, в которой она мертва. Наташа побеждает Локи и встречается с Фьюри.
В сцене после титров Капитан Картер возвращается в свою вселенную, в которой Романофф из этой реальности помогает ей победить Батрока. Наташа приводит Картер к найденным доспехам «Крушителя „ГИДРЫ“», внутри которых кто-то находится.

## Производство

### Музыка
Саундтрек к эпизоду был выпущен в цифровом формате компаниями «Marvel Music» и «Hollywood Records» 8 октября 2021 года и включает в себя музыку композитора Лоры Карпман.
| №                   | Название              | Длительность |
| ------------------- | --------------------- | ------------ |
| 1.                  | «Good Dancer»         | 0:34         |
| 2.                  | «Relax Son»           | 0:35         |
| 3.                  | «Protégé»             | 1:09         |
| 4.                  | «Vegas»               | 0:44         |
| 5.                  | «You Again»           | 0:57         |
| 6.                  | «Hiding Anywhere»     | 0:41         |
| 7.                  | «You Picked Them»     | 0:54         |
| 8.                  | «This Place»          | 1:07         |
| 9.                  | «Pop Up Pub»          | 0:42         |
| 10.                 | «Life After All»      | 1:03         |
| 11.                 | «All Too Easy»        | 2:33         |
| 12.                 | «Stand Down»          | 1:05         |
| 13.                 | «No BFFs»             | 2:10         |
| 14.                 | «Wasn't So Hard»      | 1:30         |
| 15.                 | «Warning»             | 1:29         |
| 16.                 | «Bullseye»            | 0:58         |
| 17.                 | «Permanent Condition» | 0:49         |
| 18.                 | «Infected»            | 1:28         |
| 19.                 | «Growing Apart»       | 1:36         |
| 20.                 | «Your Sacrifice»      | 1:52         |
| 21.                 | «Metaphor»            | 1:49         |
| 22.                 | «Her Spirit»          | 1:51         |
| 23.                 | «Guardians»           | 2:33         |
| Общая длительность: | Общая длительность:   | 30:09        |

## Реакция
Кристен Говард из «Den of Geek» поставила эпизоду оценку 4 из 5 звёзд и написала, что анимация и дизайн в нём «были на высшем уровне». Пуджа Дараде на сайте «leisurebyte.com» также похвалила анимацию в серии, написав, что «почти каждая сцена захватывает дух». Том Йоргенсен из «IGN» дал эпизоду оценку 5 из 10 и написал, что «бывают моменты, когда серия работает, но как по существу, финал „Что, если…?“ не попадает в цель».

## Комментарии
1. ↑  После событий первого эпизода «Что, если… Капитан Картер была бы Первым мстителем?».
2. ↑  После событий второго эпизода «Что, если… Т’Чалла стал бы Звёздным Лордом?».
3. ↑  События шестого эпизода «Что, если… Киллмонгер спас бы Тони Старка?».
4. ↑  События седьмого эпизода «Что, если… Тор был бы единственным ребёнком?».
5. ↑  Из событий пятого эпизода «Что, если… зомби?!».
6. ↑  События третьего эпизода «Что, если… мир утратил бы своих величайших героев?».